# Oenas melanura
Oenas melanura es una especie de coleóptero de la familia Meloidae.

## Distribución geográfica
Habita en  Angola.